# Carl Jungheim
Pour les articles homonymes, voir Jungheim.
Carl Jungheim ou Karl Jungheim, né le 6 février 1830 à Düsseldorf, en Royaume de Prusse, et mort le 6 juin 1886 dans la même ville est un peintre paysagiste prussien, associé à l'École de peinture de Düsseldorf.

## Biographie
Carl Jungheim naît à Düsseldorf en 1830. De 1847 à 1851, il étudie à l'académie des beaux-arts de la ville auprès des peintres Wilhelm von Schadow et Johann Wilhelm Schirmer. Il effectue ensuite plusieurs voyages d'études en Suisse, dans la région du Tyrol et en Italie, séjournant notamment dans ce pays en 1856 en compagnie des peintres August Leu et Albert Flamm. En 1858, il organise l'une de ses premières expositions à l'Association d'arts de Hambourg. En 1873, il participe à l'exposition universelle de Vienne en Autriche.
Au cours de sa carrière, il s'est d'abord intéressé aux chaînes de montagnes des Alpes et de l'Harz puis aux paysages italiens, sous l'influence du peintre Oswald Achenbach. Il a également donné des cours particuliers, ayant comme élèves les peintres Wilhelm Degode, Marie Egner, Friedrich Rudolf von Frisching (de), Bertha von Grab (de) et Luise Jansen (de) et fut membre de l'association Malkasten.
Il meurt dans sa ville natale en 1886. Il est inhumé au cimetière du Nord de Düsseldorf. Son fils, Julius Jungheim (de), exerça le métier de peintre, spécialisé comme son père dans la peinture de paysage.
Ces œuvres sont notamment visibles ou conservées au sein de la collection de peintures de l'État de Bavière (de) et au Brooklyn Museum à New York.

## Œuvres

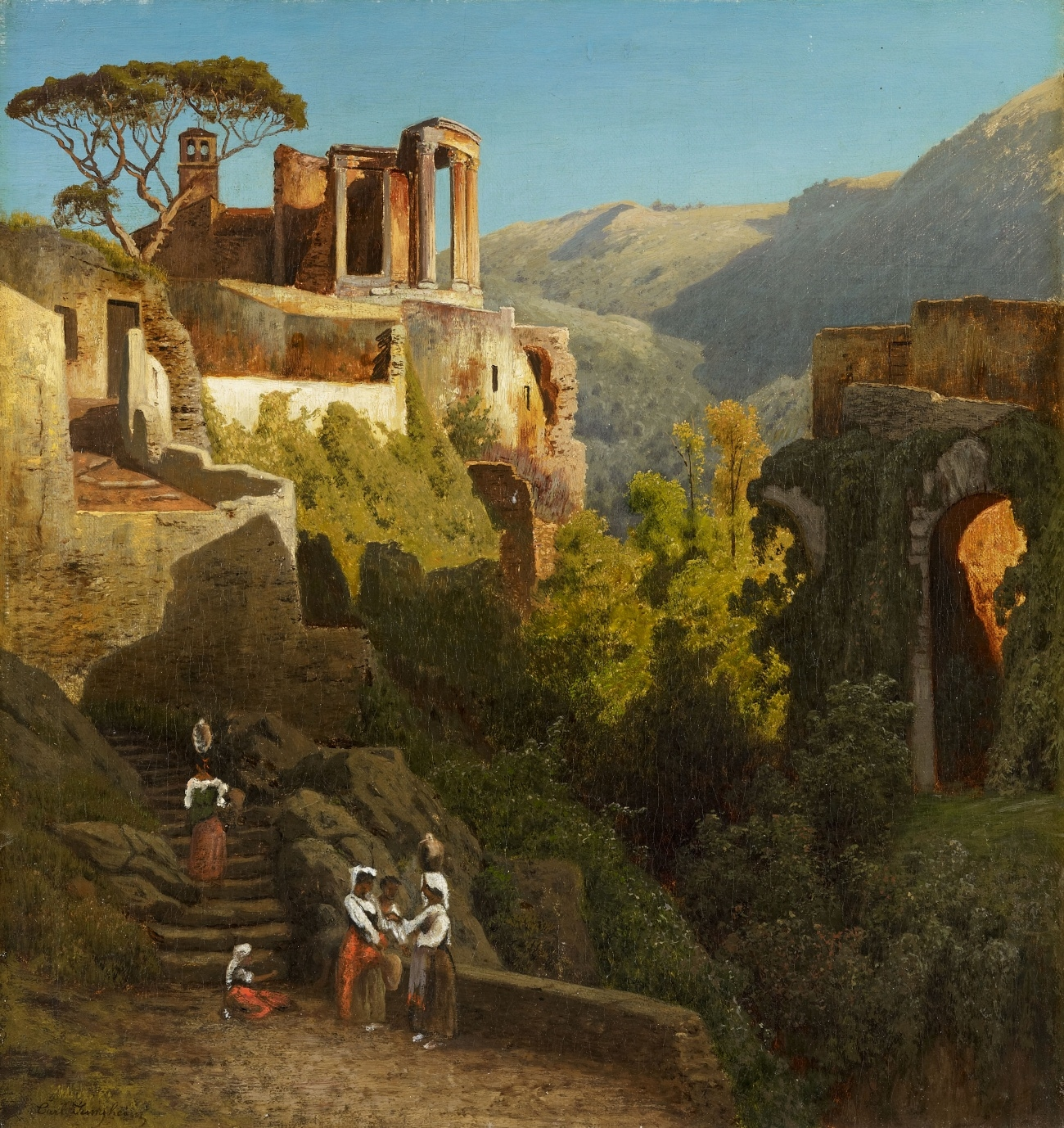
Ansicht des Vesta-Tempels in Tivoli, sans date
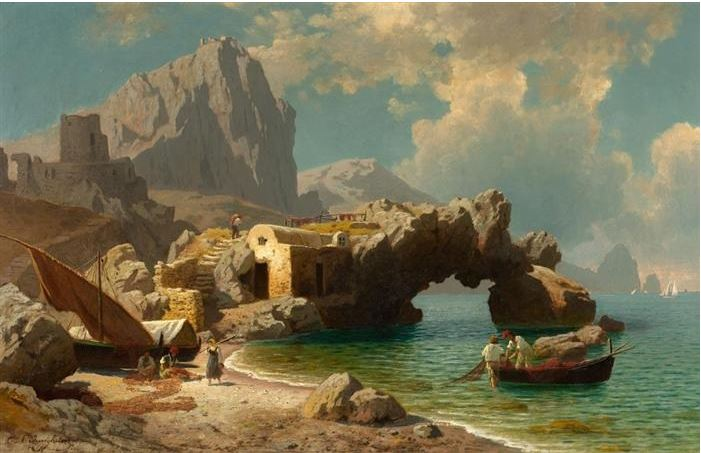
Bucht auf Capri mit Fischern und ihren Booten, 1864
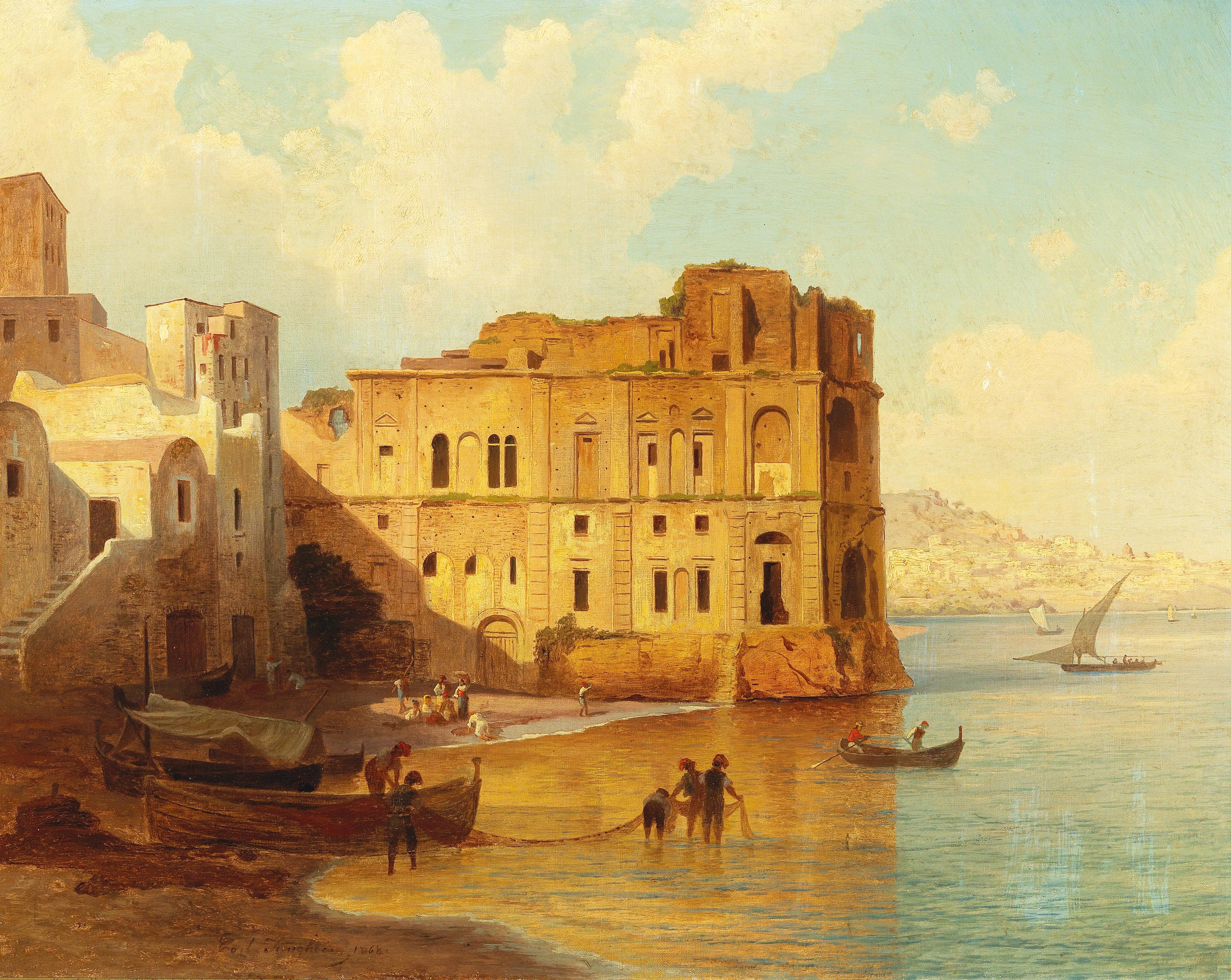
Palazzo Donn'Anna, Posillipo, Naples, 1868
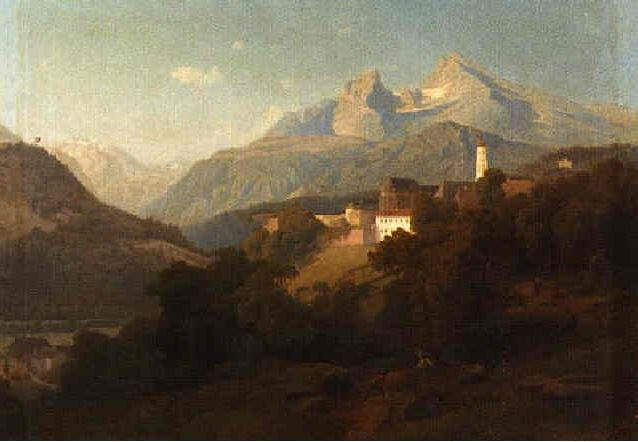
Berchtesgaden, sans date
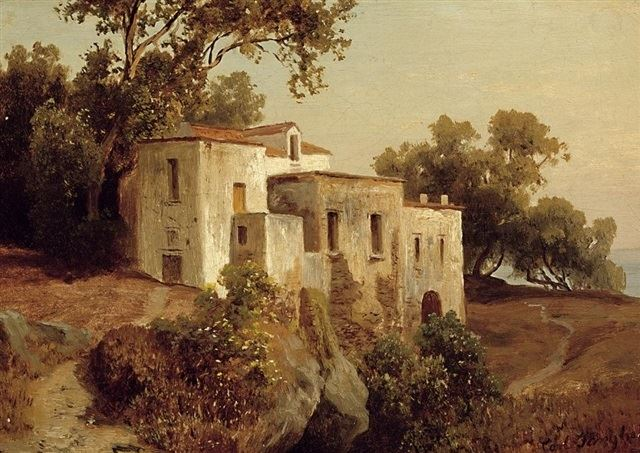
Italienische Küstenlandschaft, sans date